# Nghĩa Đạo (nhà Thanh)
Nghĩa Đạo (tiếng Trung: 義道; 15 tháng 4 năm 1819 - 30 tháng 5 năm 1868) là một hoàng thân của nhà Thanh trong lịch sử Trung Quốc, người thừa kế 1 trong 12 tước vị Thiết mạo tử vương.

## Cuộc đời
Nghĩa Đạo sinh vào giờ Tỵ, ngày 21 tháng 3 (âm lịch) năm Gia Khánh thứ 24 (1819), trong gia tộc Ái Tân Giác La. Ông là con trai thứ hai của Dự Hậu Thân vương Dụ Toàn, mẹ ông là Trắc Phúc tấn Hàn thị (韓氏).
Vào những năm Đạo Quang, ông lần lượt được ban thưởng Hoa linh (花翎), vào tháng 10 năm thứ 8 (1828) và mũ mão Đầu phẩm (头品顶戴), tương đương với Nhất phẩm vào tháng 12 năm thứ 15 (1835). Đến tháng 3 năm thứ 21 (1841), sau khi cha ông qua đời, ông được thế tập tước vị Dự Thân vương đời thứ 11. Tháng 12 cùng năm, ông trở thành Tổng tộc trưởng của Chính Lam kỳ.
Năm Hàm Phong thứ 7 (1857), ông quản lý sự vụ Mông Cổ Tương Hoàng kỳ tân cựu Doanh phòng. Tháng 12 cùng năm, ông được ban thưởng mang Tam nhãn Hoa linh và nhậm chức Nội đại thần. Sau đó, ông lần lượt thay quyền Đô thống Mông Cổ Tương Hoàng kỳ vào tháng 5 năm thứ 8 (1858), Đô thống Mông Cổ Chính Hoàng kỳ vào tháng 4 năm thứ 9 (1859), và quản lý sự vụ Chính Hoàng kỳ Doanh trại vào tháng 12 cùng năm. Tháng 10 và tháng 11 năm thứ 11 (1861), ông lần lượt nhậm chức Duyệt binh đại thần (閱兵大臣) và Hữu dực Tra thành đại thần (右翼查城大臣).
Năm Đồng Trị thứ 3 (1864), tháng 4, ông thay quyền Đô thống Hán quân Tương Hoàng kỳ. Tháng giêng năm thứ 4 (1865), lại thay quyền Chính Bạch kỳ Lĩnh thị vệ Nội đại thần. Tháng 4 cùng năm, ông thay quyền quản lý Đô thống Mãn Châu Chính Hồng kỳ. Sau đó nhậm Tông Nhân phủ Tả Tông chính (左宗正) và thay quyền Lĩnh thị vệ Nội đại thần của Chính Hoàng kỳ và Tương Hoàng kỳ. Năm thứ 5 (1866), ông nhậm chức Ngọc Điệp quán Tổng tài (玉牒館總裁), phụ trách việc biên soạn Ngọc điệp của nhà Thanh. Năm thứ 7 (1868), ngày 9 tháng 4 (âm lịch), giờ Hợi, ông qua đời, thọ 50 tuổi, được truy thụy Dự Thận Thân vương (豫愼親王).

## Gia quyến

### Thê thiếp
- Đích Phúc tấn: Cáp Nhĩ Tế Nỗ Đặc thị (哈爾濟努特氏), con gái của Phó Đô thống Hưng Trụ (興住).
- Trắc Phúc tấn: Tần Giai thị (秦佳氏), con gái của Hộ vệ A Xương A (阿昌阿).
- Thứ thiếp:
  - Thôi thị (崔氏), con gái của Thịnh Văn (盛文).
  - Ngạc thị (鄂氏), con gái của Phật Bảo (佛保).
  - Kế thị (計氏), con gái của Thành Minh (成明).
  - Chu thị (周氏), con gái của Tùng Thịnh (松盛).
  - Châu thị (朱氏), con gái của Anh Phúc (英福).

### Con trai
1. Bổn Cách (本格; 1846 – 1898), mẹ là Trắc Phúc tấn Tần Giai thị. Năm 1868 được thế tập tước vị Dự Thân vương. Sau khi qua đời được truy thụy Dự Thành Thân vương (豫誠親王). Vô tự.
2. Bổn Xu (本樞; 1853 – 1857), mẹ là Thứ thiếp Ngạc thị. Chết yểu.
3. Bồi Quân (培均; 1867 – 1867), mẹ là Thứ thiếp Châu thị. Chết yểu.